# Расулов, Алибег Магомедрасулович
Алибег Магомедрасулович Расулов (1 декабря 1992, пгт. Ленинкент, Дагестан, Россия) — российский и турецкий боец смешанных единоборств. Представляет клуб Горец (Дагестан).

## Биография и любительская карьера
Алибег Расулов родился 1 декабря 1992 года в посёлке Ленинкент, что не далеко от Махачкалы в семье соблюдающих мусульман, по национальности аварец. В школе Алибег серьёзно занимался вольной борьбой под руководством Хизри Гаджиева в спортивном клубе «Динамо», но из-за травмы оставил спорт на некоторое время. После школы Алибег начал себя пробовать в ударных видах спорта, где у него появился результат. После долгого времени в тайском боксе, где его тренировали Зайналбек Зайналбеков и Анварбек Амиржанов, он перешёл в любительское ММА. В 2013 года Расулов дебютировал на кубке мира по ММА в Баку (Азербайджан) где стал победителем. В следующем  году стал чемпионом Европы по ММА. В 2016 году выиграл чемпионат России и получил шанс выступить на чемпионате мира по MMA в Макао, Китай где он стал чемпионом мира, победив в финале Гойти Дазаева (Казахстан).

## Профессиональная карьера в смешанных единоборствах
Алибег Расулов сделал дебют в 2016 году, хотя еще и являлся бойцом любителем. В феврале 2016 года он встретился с Мовсаром Боковом (Ингушетия) на турнире «M-1 Global: Путь в М-1 Битва в Назрани 2». Он выиграл этот матч по решению судей.
Весной 2016 года Алибег выиграл свой второй бой в Баку, на турнире «Grand European Fighting Championship» у Тахмаза Ализаде техническим нокаутом в первом раунде.
Следующий бой он провёл уже через полтора года 16 декабря 2017 на турнире «M-1 Global: Путь в М-1 Битва в Назрани 9» против Ивана Сафонова. Он выиграл этот бой болевым приёмом (узел плеча).

## Достижения и награды в карьере
- Финалист чемпионата России по любительскому ММА (2014, Ханты-Мансийск)
- Финалист чемпионата России по любительскому ММА (2015, Омск)
- Обладатель кубка мира по любительскому MMA (2013, Баку)
- Чемпион Европы по любительскому ММА (2014, Баку)
- Чемпион России по любительскому ММА (2016, Оренбург)
- Чемпион мира по любительскому ММА (2016, Макао, Китай)[3]

## Статистика боев
| Боёв 3   | Побед 3 | Поражений 0 |
| -------- | ------- | ----------- |
| Нокаутом | 6       | 0           |
| Сдачей   | 4       | 0           |
| Решением | 4       | 0           |

| Результат | Рекорд | Соперник           | Способ                      | Турнир                                       | Дата            | Раунд | Время | Место                               | Примечание |
| --------- | ------ | ------------------ | --------------------------- | -------------------------------------------- | --------------- | ----- | ----- | ----------------------------------- | ---------- |
| Победа    | 14—0   | Цезари Олексейчук  | Решение (единогласное)      | Khan Fight 3                                 | 28 октября 2023 | 3     | 5:00  | Бурса, Турция                       |            |
| Победа    | 13—0   | Ислам Барахоев     | ТКО (удары)                 | UFL 4                                        | 28 августа 2022 | 1     | 3:30  | Махачкала, Дагестан, Россия         |            |
| Победа    | 12—0   | Сергей Чмель       | Решение (единогласное)      | GCE 2: Rasulov vs. Chmel                     | 17 ноября 2021  | 3     | 5:00  | Махачкала, Дагестан, Россия         |            |
| Победа    | 11—0   | Михаил Турканов    | ТКО (удары)                 | AM: Fight Nights: Sochi                      | 23 февраля 2021 | 1     | 3:05  | Сочи, Краснодарский край, Россия    |            |
| Победа    | 10—0   | Владимир Осипов    | ТКО (удары)                 | Gorilla Fighting 29                          | 16 октября 2020 | 2     | 0:39  | Самара, Самарская область, Россия   |            |
| Победа    | 9—0    | Самат Эмильбеков   | Болевой прием (кимура)      | BYE 7                                        | 22 декабря 2018 | 2     | 4:24  | Толстой-Юрт, Чечня, Россия          |            |
| Победа    | 8—0    | Зелимхан Амиров    | ТКО (удары)                 | BYE 6                                        | 27 октября 2018 | 3     | 2:27  | Толстой-Юрт, Чечня, Россия          |            |
| Победа    | 7—0    | Арсен Фаиков       | Болевой прием (кимура)      | BYE 3                                        | 22 апреля 2018  | 1     | 4:59  | Толстой-Юрт, Чечня, Россия          |            |
| Победа    | 6—0    | Иван Сафронов      | Болевой прием (кимура)      | M-1 Global - Road to M-1: Battle in Nazran 9 | 16 декабря 2017 | 1     | 0:43  | Назрань, Ингушетия, Россия          |            |
| Победа    | 5—0    | Анатолий Сафронов  | Болевой прием (рычаг локтя) | Golden Team Championship 1                   | 3 ноября 2017   | 1     | N/A   | Люберцы, Московская область, Россия |            |
| Победа    | 4—0    | Юнус Ахмедов       | ТКО (удары)                 | Fight Nights Global 56                       | 9 декабря 2016  | 2     | N/A   | Москва, Московская область, Россия  |            |
| Победа    | 3—0    | Тахмаз Ализаде     | ТКО (удары)                 | AZFC MMA Fighting Series 2                   | 16 апреля 2016  | 1     | 4:31  | Баку, Азербайджан                   |            |
| Победа    | 2—0    | Мовсар Боков       | Решением (единогласное)     | M-1 Global — Road to M-1: Battle in Nazran 2 | 27 февраля 2016 | 3     | 5:00  | Назрань, Ингушетия, Россия          |            |
| Победа    | 1—0    | Асалбек Каландаров | Решением (единогласное)     | Open Dag Fighting Championship 4             | 2 сентября 2013 | 2     | 5:00  | Дагестан, Россия                    |            |